# Оулу (аэропорт)
Аэропорт Оулу (ИАТА: OUL, ИКАО: EFOU) (фин. Oulun lentoasema) находится в Оулунсало, Финляндия, примерно в 6 км к юго-западу от центра Оулу. Это второй по объёму пассажиропотока аэропорт Финляндии после Хельсинки-Вантаа, в 2011 г. через него прошло 973 912 пассажиров и значительный объём грузов. Соединён с Хельсинки-Вантаа двенадцатью ежедневными рейсами.
Аэропорт Оулу также используется ВВС Финляндии для учебных полётов. Недавно был снесён старый терминал и значительно расширен новый, где внедрены телескопические трапы (сентябрь 2011 г.). Управляющая компания аэропорта — Finavia. С мая 2007 г. аэропорт Оулу имеет бесплатную беспроводную сеть для пассажиров.
В 2014 году компанией Finavia проводились значительные работы по модернизации аэропорта.

## Взлётно-посадочная полоса (ВПП)
Аэропорт Оулу имеет одну ВПП длиной 2,5 км и шириной 60 м. Взлётно-посадочная полоса оборудована инструментальной системой контроля посадки (ILS, Instrument landing system) II категории.

## Авиакомпании и направления
Предполагалось открытие прямого рейса Оулу — Москва.

## Статистика
| Год  | Внутренние направления | Международные направления | Всего пассажиров | Изменение |
| ---- | ---------------------- | ------------------------- | ---------------- | --------- |
| 2006 | 764 831                | 83 115                    | 847 946          | +4.6 % ▲  |
| 2007 | 764 674                | 75 276                    | 839 950          | −0.9 % ▼  |
| 2008 | 709 779                | 92 176                    | 801 955          | −4.5 % ▼  |
| 2009 | 605 534                | 82 424                    | 687 958          | −14.3 % ▼ |
| 2010 | 595 457                | 105 119                   | 700 576          | +1.7 % ▲  |
| 2011 | 850 305                | 123 607                   | 973 912          | +39.1 % ▲ |